# John Hughes (affärsman)
John James Hughes (ryska: Джон Джеймс Юз) (född 25 juni 1815 i Merthyr Tydfil i Wales, död 17 juni 1889 i Sankt Petersburg i Kejsardömet Ryssland) var en brittisk affärsman.
John Hughes anlade 1869 ett stålverk och etablerade kolgruvsbrytning i Nya Ryssland i området vid dagens Donetsk. Den nyanlagda staden fick efter honom Juzovka. 1924 ändrades stadens namn till Stalino, och 1961 gavs den det nuvarande namnet Donetsk.